# أعجب الرحلات في التاريخ
كتاب للكاتب المصري الشهير أنيس منصور، وهو أحد كتب الرحلات التي كتبها الكاتب الكبير. ويروي الكتاب 54 رحلة حول العالم للعديد من المستكشفين والغزاة والرحالة والمهاجرين والمسافرين. صدرت الطبعة الأولى من الكتاب سنة 1972 ويقع في 460 صفحة.

## رحلات الكتاب
1. وكان المصريون يطلقون طيوراً من حجر (هيرودوت)
2. خرج ولم يعد أصغر وأعظم رجل ! (الإسكندر الأكبر)
3. نزيل فندق أبي الثناء زقاق القناديل (ابن جبير)
4. خيط الحرير الذي طوله عشرون سنة (ماركو بولو)
5. تحفة النظار في غرائب الأمصار وعجائب الأسفار (ابن بطوطة)
6. ذهب يبحث عن الهند فوجد أمريكا.. أكبر غلطة (كريستوفر كولومبوس)
7. نبوءة تقول تكتشف أرضاً جديدة لا يلمسها أولادك
8. بعدها أقسم ألا ينام على سريره
9. الأفندية الأربعون والشيخ في باريس
10. ثم حملوه على الأكتاف تسعة شهور
11. العروس التي أحبت القطار حتى الموت
12. يكسب في النهاية من عنده أرق
13. ذهبت إلى الجنة وعادت تروي ما حدث
14. تسعون يوما على ألواح خشبية بحثاً عن إله أبيض
15. الطبيب الذي قرر أن يعبر المحيط غريقاً
16. من هنا إلى ألفي مليون سنة !!
17. امسكوا قداسته لقد سرق الذهب وهرب
18. حتى لا تكتب مذكراتك هذه هي الطريقة
19. إلى القمر سيراً على الأقدام
20. واحداً لا يريد أن ينسى نفسه
21. وفي الليل هرب آدم من حواء إلى الجنة
22. تحت القنابل في الوحل على شواطئ جهنم
23. الذين ينطحون السحاب وحيوانات أخرى
24. إذا لدغني البرغوث مات فأنا مسموم
25. 7 رجال وبطة وقرد يبحثون عن مصر في أمريكا
26. أقزام يشربون الماء في بيض النعام
27. من عينيها خرج آخر سباق دولي للقمح
28. 15 ألف ميل قطعها على ظهر حصان
29. لا تفتحي قلبك أيتها الشقراء لأنني سأحطمه
30. ظهره إلى حائط الصين يتفلسف
31. ولم تجد أحداً يصفق لها في النهاية
32. لو كانت في هذا العمر بقية
33. ثم راحت سنابل القمح تقطر دما
34. ثم مشت وراءه فتاه من حلب
35. كانت الملائكة تغني ونحن نغرق
36. رصاصة قتلت رجلين وأحيت امرأتين
37. جائزة لمن يرسم طفلاً رضيعاً
38. كالسحاب تدفعه الريح في أي اتجاه
39. لو تزوج هذا الشاب حلاوتهم
40. ليلة من نار في ذكرى والده
41. صفقة خاسرة لمن يبيع رجلاً واحداً
42. يبحث عن مدينة رسمتها الرياح بالرمال
43. الرجال ينتقمون من أبنائهم أيضاً
44. طعامهم البذور والجذور على جبل اليأس
45. وبذلك أصبح الطفل رجلاً
46. ولم يأمن إلى واحد منهم
47. صمغ الشباب تجمعه الأيدي الناعمة
48. مائة يوم يشربون الماء من رؤوس السمك
49. المهرجان الذي دوخ الملك والرؤساء
50. إلا المياه المعدنية.. وفساتين الإمبراطورة
51. الليلة الكبيرة في الخيمة الكبيرة
52. ينام الشعراء وتصحوا البلابل
53. هنا منطقة انعدام الوزن
54. منتهى الأفراح والليالي الملاح